# Katalin Novák
Katalin Éva Veresné Novák, madžarska političarka, 6. september 1977, Szeged, Madžarska.
Med leti 2022 in 2024 je bila predsednica Madžarske.

## Mladost
Po končanem srednješolskem izobraževanju na srednji šoli Ságvári Endre v Szegedu leta 1996 je Novákova študirala ekonomijo na Univerzi Corvinus v Budimpešti in pravo na Univerzi v Szegedu. Kot študentka je dodatno študirala v tujini na pariški univerzi Nanterre.

## Kariera
Katalin Novák je leta 2001 začela delati na zunanjem ministrstvu, specializirana za Evropsko unijo in evropske zadeve. Leta 2010 je postala ministrska svetovalka, leta 2012 pa je bila imenovana za vodjo kabineta Ministra za človeške vire. Leta 2014 je postala državna sekretarka za družino in mladino na Ministrstvu za človeške zmogljivosti, oktobra 2020 pa je postala ministrica brez listnice, pristojna za družinske zadeve. Med letoma 2017 in 2021 je bila podpredsednica stranke Fidesz.

### Predsednica države
21. decembra 2021 je premier Viktor Orbán napovedal, da bo Novákova kandidatka stranke na predsedniških volitvah leta 2022. 10. marca 2022 je prejela 137 od 188 glasov, kar je približno 73 % in bila uradno izvoljena za prvo žensko predsednico Madžarske. Mandat je nastopila 10. maja. 
10. februarja 2024 je odstopila zaradi kritik in protestov, ki so nastali zaradi pomilostitve nekoga, ki je bil obsojen zaradi prikrivanja spolnih zlorab otrok. Zaradi sporne pomilostitve je odstopila tudi pravosodna ministrica Judit Varga.

## Zasebno
Je poročena in mati treh otrok. Poleg madžarščine Novák govori še francosko, angleško in nemško.

## Priznanja
Leta 2019 je postala dama francoskega nacionalnega reda Legije časti in poveljnica reda za zasluge Republike Poljske. 